# Burlakat
Burlakat (karelisch für Vagabunden) ist eine 1993 gegründete finnisch-karelische Folk/Folk-Rock-Band. Die Band singt in karelischer Sprache und interpretiert karelische Volksmusik modern und individuell. Einem größeren Publikum bekannt wurde sie erstmals bei ihrem Auftritt beim jährlich stattfindenden Kihaus Folk Music Festival in Rääkkylä/Finnland im Sommer 1994.

## Diskografie
Alben
- 1999: Tšastuška
- 2003: Magie
- 2009: Oma